# Braucourt
Braucourt est une ancienne commune française du département de la Haute-Marne en région Grand Est. C'est une commune associée de l'entité communale Éclaron-Braucourt-Sainte-Livière.

## Géographie

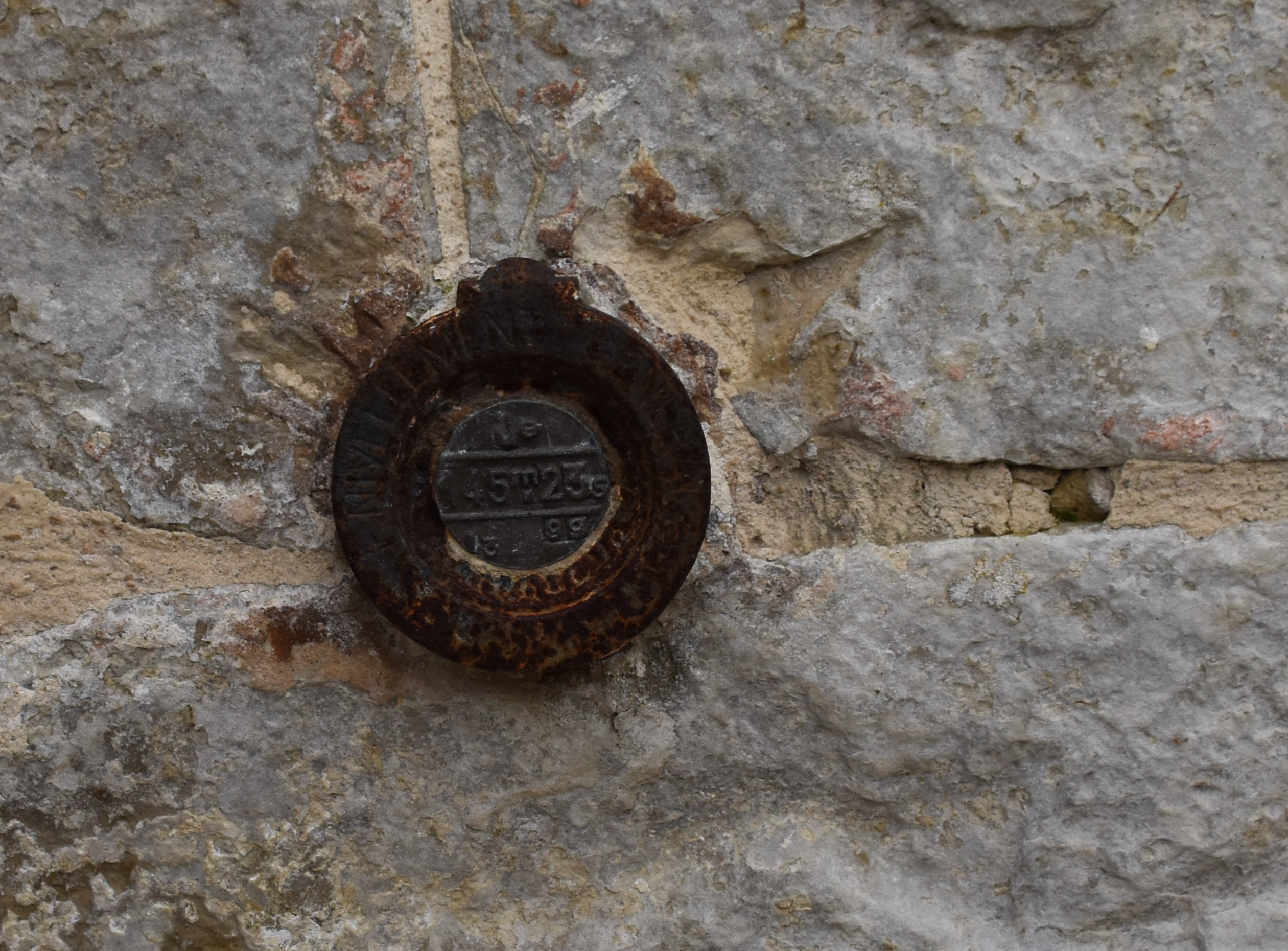
Borne de nivellement sur le mur de l'église- Altitude 145,25 m.

## Toponymie
Le nom de la localité est attesté sous les formes Beraucort (1253) ; Beraudicurtis (1254) ; Braucourt (1339) ; Braulcourt (1576) ; Bremcourt (1700) ; Brocourt (1743).

## Histoire
En 1789, ce village fait partie de la province de Champagne dans le bailliage de Chaumont et la prévôté de Wassy.
Le 31 décembre 1972, la commune de Braucourt est rattachée sous le régime de la fusion-association à celle d'Éclaron qui devient Éclaron-Braucourt.

## Politique et administration

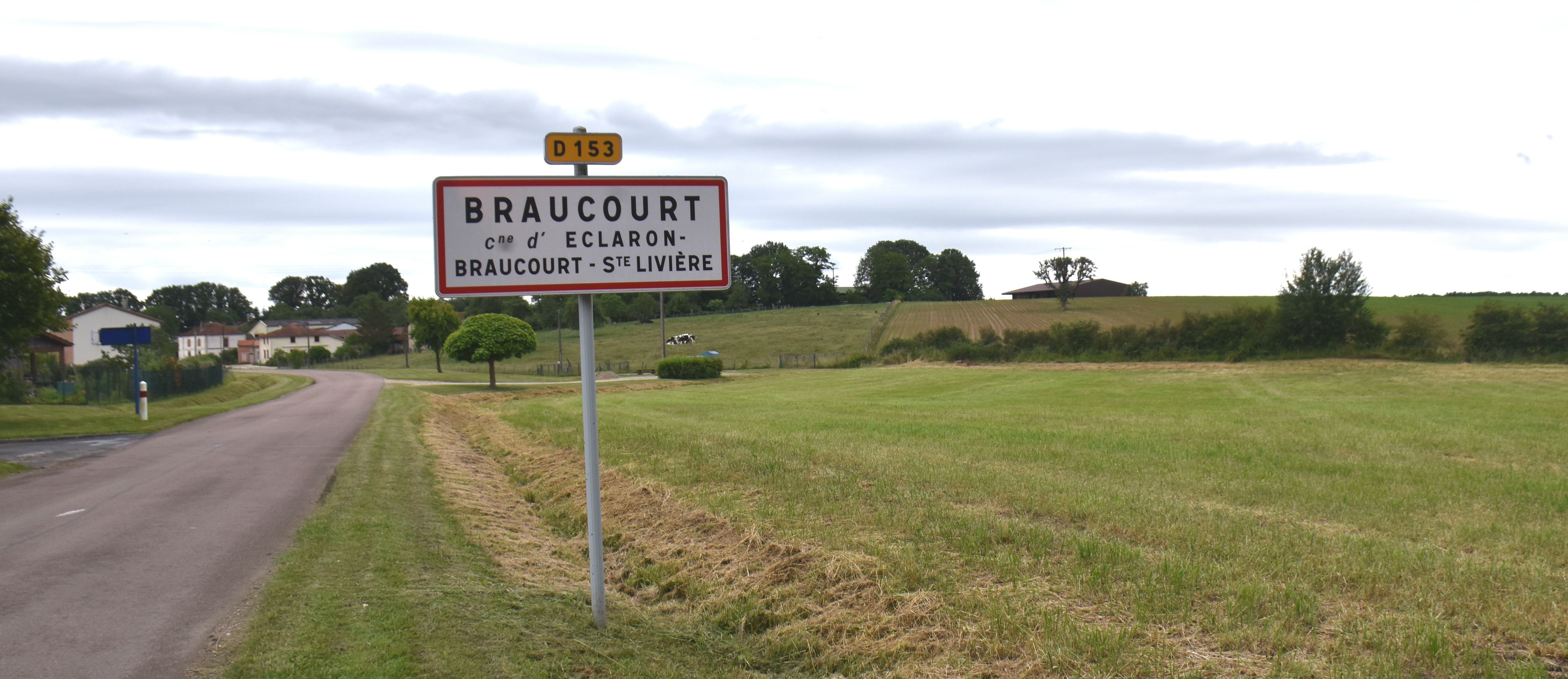
Entrée de la commune.

| Période                                  | Période  | Identité     | Étiquette | Qualité |
| ---------------------------------------- | -------- | ------------ | --------- | ------- |
|                                          | En cours | Bruno Jaquet |           |         |
| Les données manquantes sont à compléter. |          |              |           |         |

### Galerie

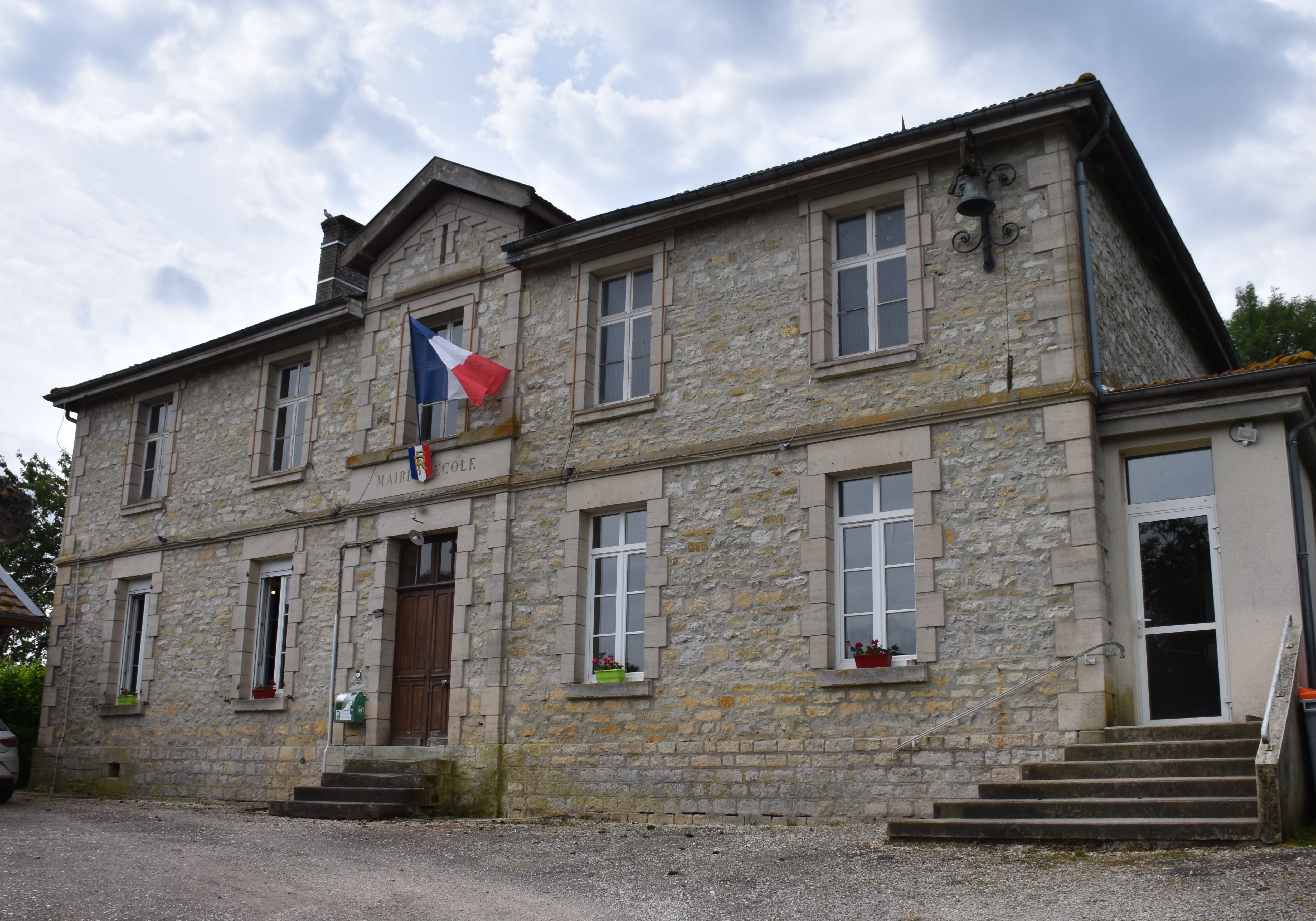
La mairie.
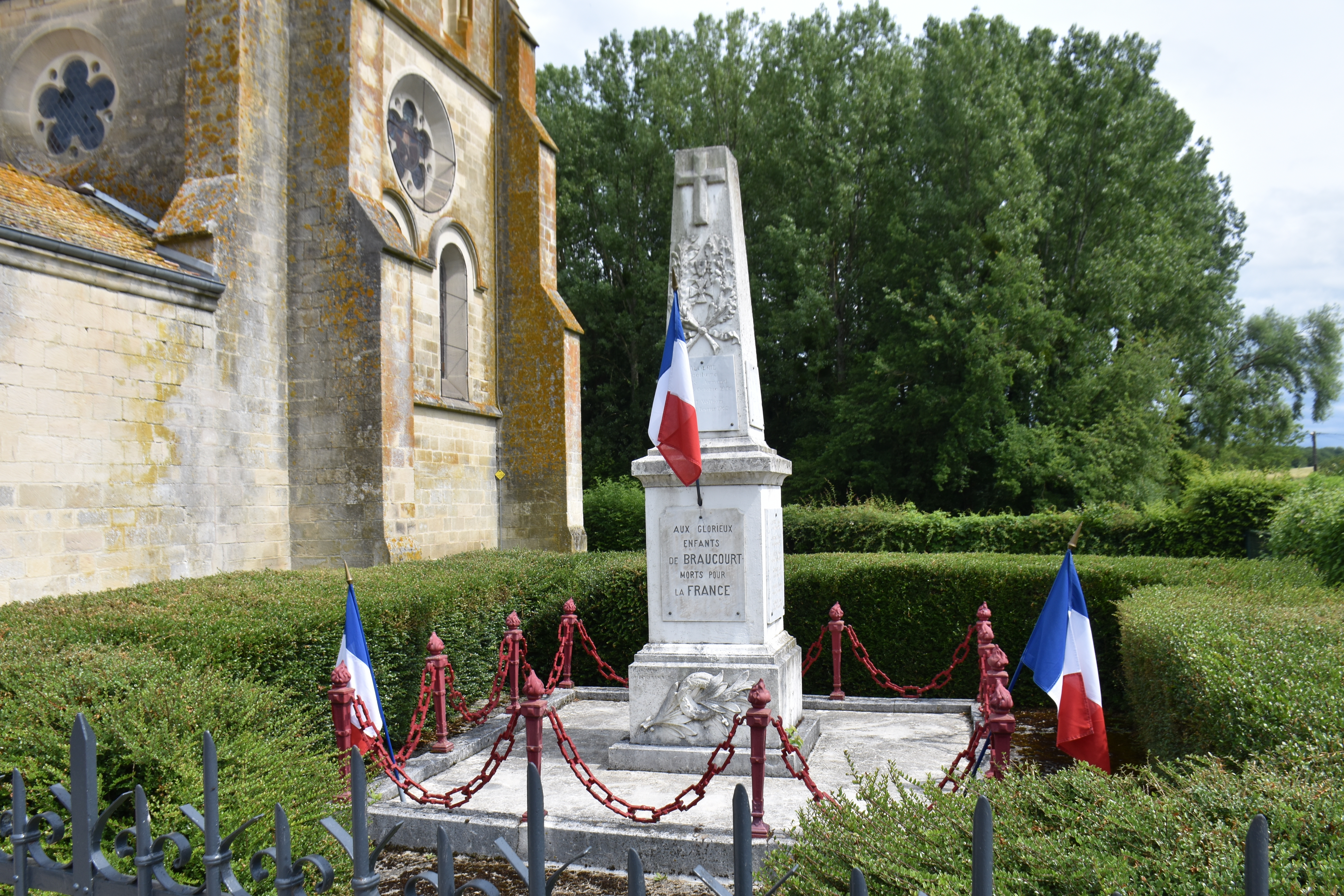
Le monument aux morts.
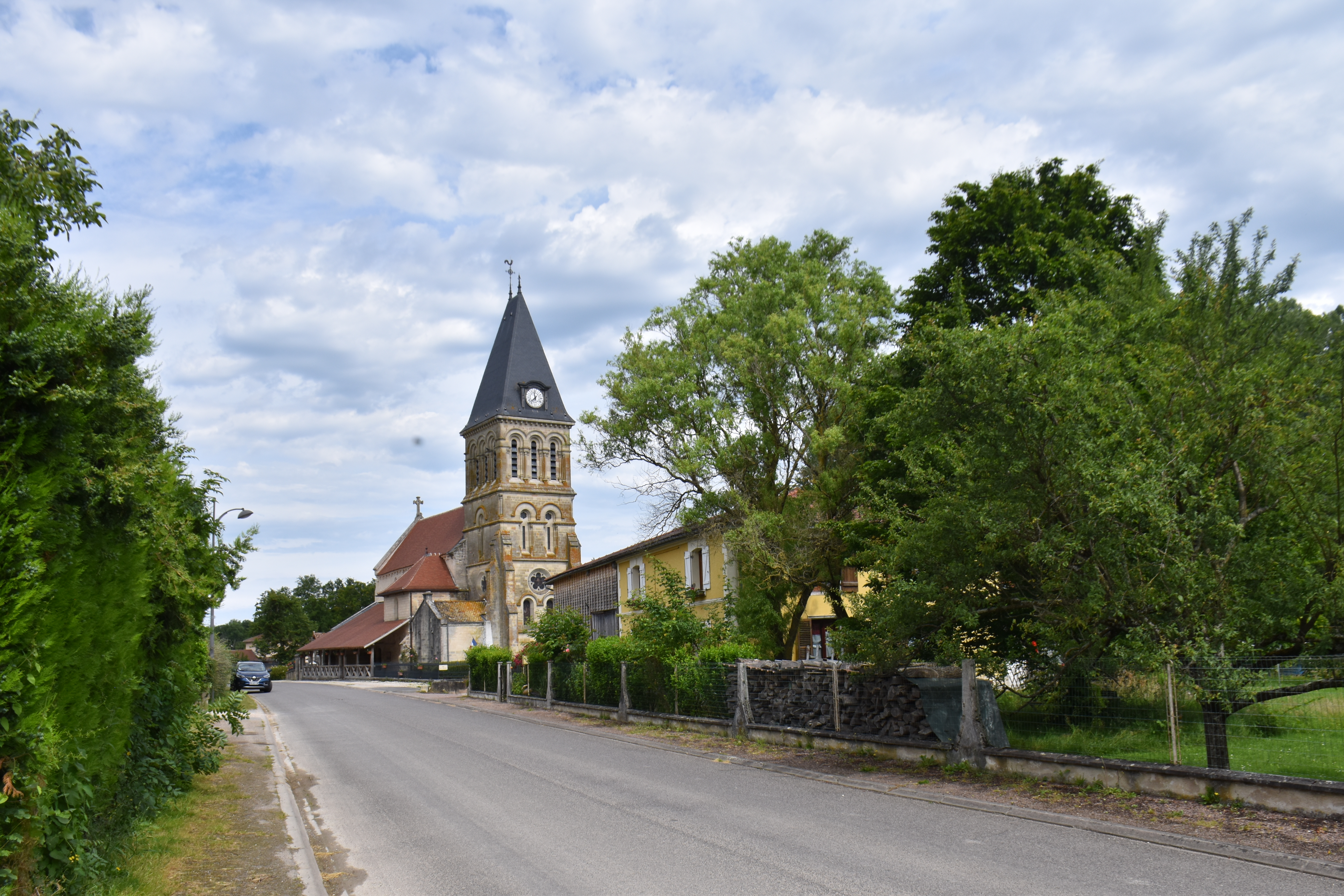
Vue du village.
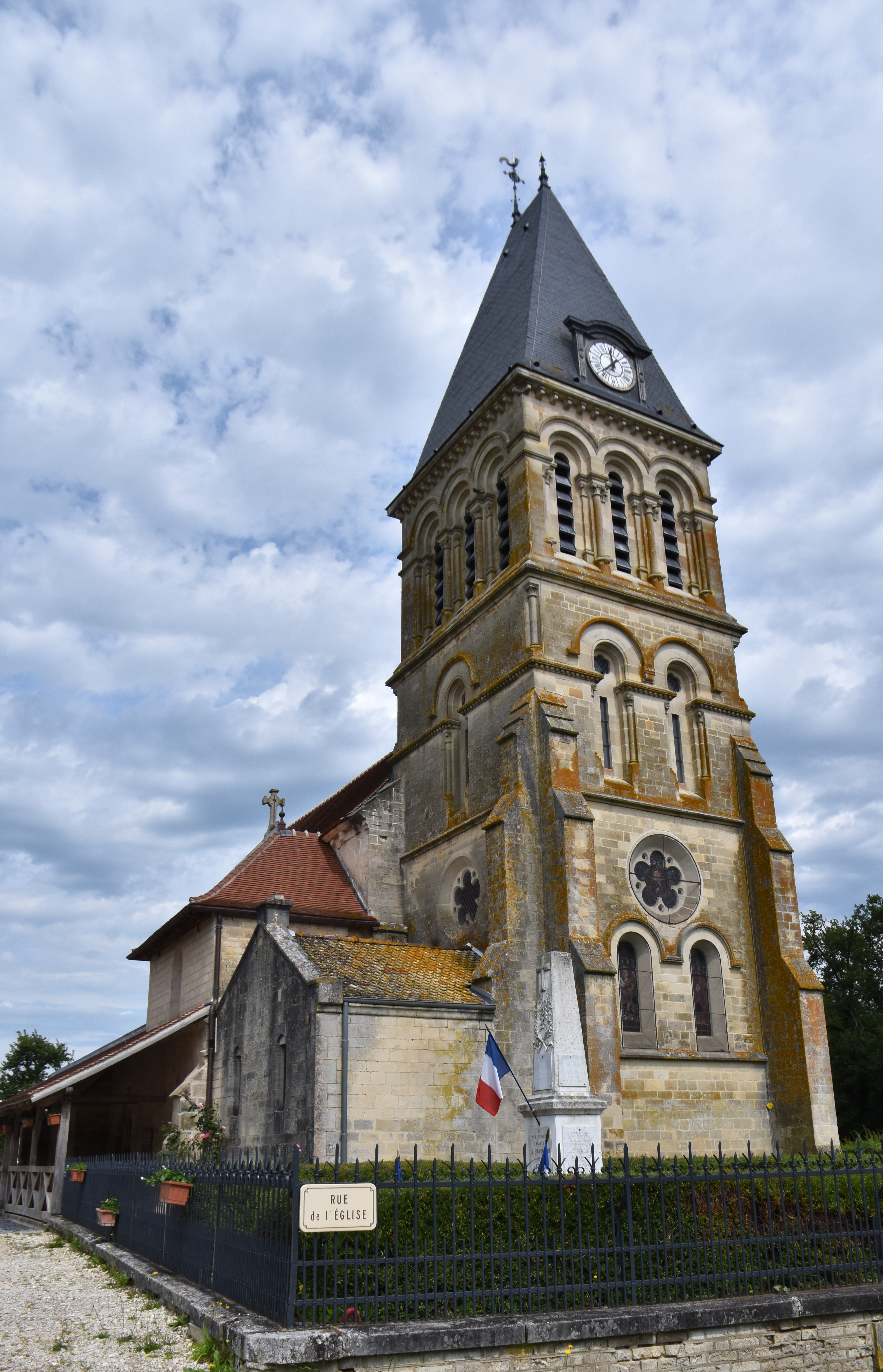
l'église Notre-Dame-en-son-Assomption.
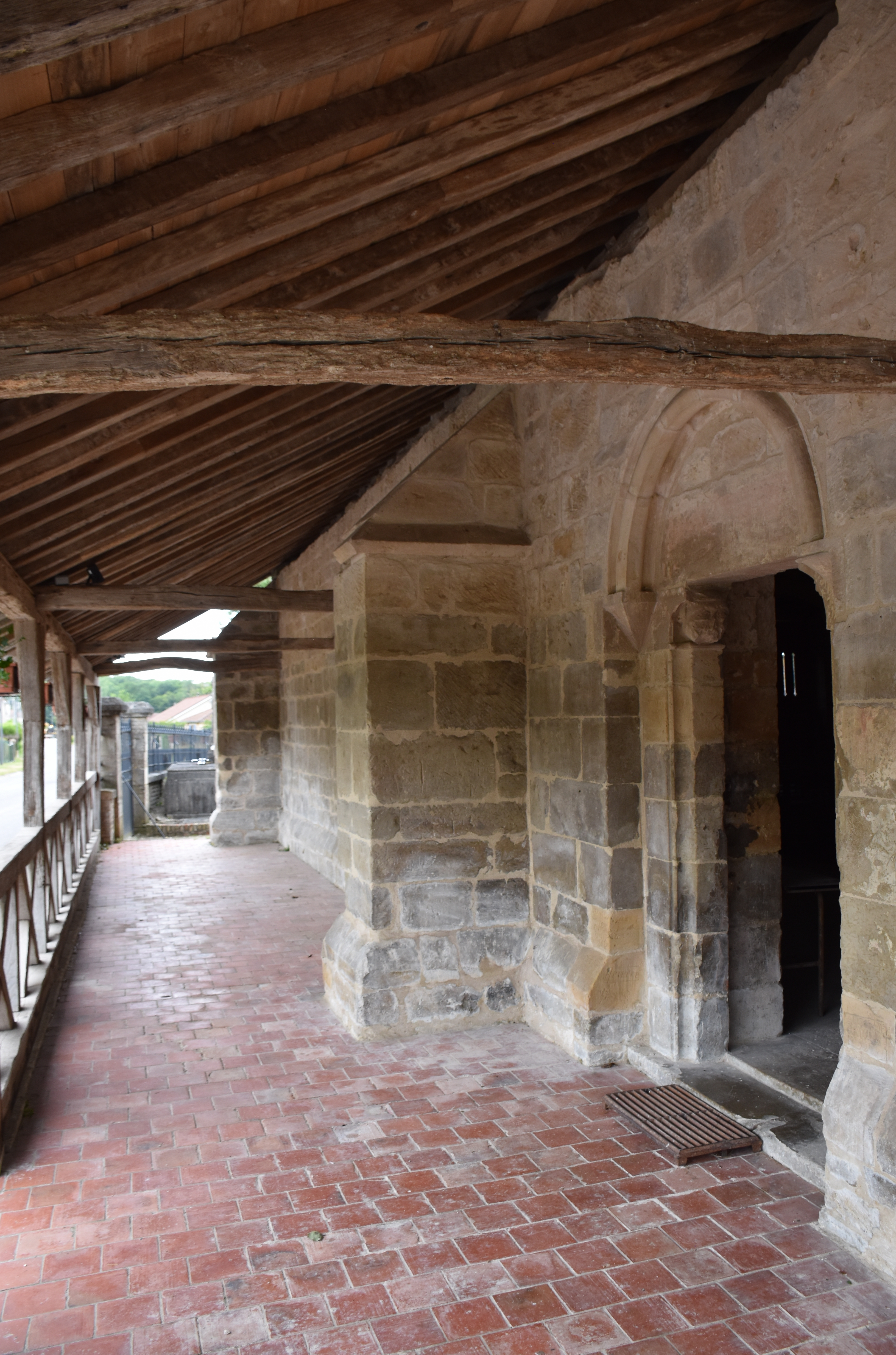
Le caquetoire de l'église.

## Démographie
| 1911 | 1921 | 1926 | 1931 | 1936 | 1946 | 1954 | 1962 | 1968 |
| ---- | ---- | ---- | ---- | ---- | ---- | ---- | ---- | ---- |
| 125  | 119  | 126  | 120  | 120  | 128  | 128  | 132  | 140  |

## Lieux et monuments
- Église, partiellement classée MH[4]